# Tweekend
Tweekend es el segundo álbum del dúo estadounidense The Crystal Method, lanzado en 2001. El álbum incluía el exitoso sencillo principal "Name of the Game", que ha aparecido en muchas películas, programas de televisión y anuncios. Los otros dos singles del álbum fueron "Murder" (también conocido como "You Know It's Hard") y "Wild, Sweet and Cool". El título del álbum se deriva de la desaparición masiva de la costa oeste de escena rave en la década de 1990 y 2000.

## Lista de canciones
1. "PHD" – 6:27
2. "Wild, Sweet and Cool" – 3:54
3. "Roll It Up" – 6:02
4. "Murder" – 4:43
5. "Name of the Game" – 4:19
6. "The Winner" – 5:11
7. "Ready for Action" – 5:01
8. "Ten Miles Back" – 7:00
9. "Over the Line" – 6:54
10. "Blowout" – 7:57
11. "Tough Guy" – 6:16

### Personal
- Tema 2 guitarras de Tom Morello.
- Tema 4 voces por Scott Weiland, guitarras de Doug Grean.
- Pista 5 guitarras de Tom Morello, rascándose por DJ Swamp, voz de Ryan "Ryu" Maginn.
- Pista 7 voces de Ryan "Ryu" Maginn.
- Tema 8 voces de Julie Gallios.

Nota: Otras versiones de este álbum han "Murder" y "Over the Line" están cambiadas.
El álbum fue empaquetado con un disco extra de la Australia y Nueva Zelanda Tour Con el tracklisting
1. "Busy Child" (Überzone Mix)
2. "Name of the Game" (Hybrid Blackout in LA Mix)
3. "Name of the Game" (Eric Kupper's Deep Dub Mix)
4. "Murder" (John Creamer & Stephane K Mix)
5. "Murder" (Dub Pistols Dub Mix)
6. "Murder" (Koma and Bones Mix)